# Françoise Adret
Françoise Adret, all'anagrafe Bonnet Francoise (Versailles, 7 agosto 1920 – Chambourcy, 1º aprile 2018), è stata una ballerina, coreografa, insegnante e direttrice artistica francese; la sua carriera professionale, di portata internazionale, anche se centrata in Francia, si è estesa per oltre sessant'anni. È stata riconosciuta come una delle creatrici più innovative della danza contemporanea dell'Europa occidentale.

## Biografia e carriera
Nata a Versailles, Françoise Adret iniziò la sua formazione di danza in tenera età. Negli anni '30 studia con i principali insegnanti franco-russi a Parigi, tra questi Madame Rousanne Sarkissian, Victor Gzovskij, Boris Kniasef e Serge Lifar. Alla fine degli anni '40, dopo la seconda guerra mondiale, ebbe una modesta carriera con il Balletto dell'Opera di Parigi, facendo un'apparizione notevole al Théâtre des Champs-Élysées nel 1948 in un ruolo principale della produzione di Le Pas d'Acier di Lifar, un balletto moderno sugli operai sovietici ispirato ad una partitura in le style mécanique di Prokof'ev. Da Lifar, direttore del Balletto dell'Opera di Parigi dal 1930 al 1944 e dal 1947 al 1958, imparò molto sull'amministrazione e la direzione della compagnia. Sotto la sua guida, realizzò la sua prima coreografia, intitolata La Conjuration ("La cospirazione"), nel 1948. Basata su un poema di René Char, fu messa in musica da Jacques Porte, con decorazioni di Georges Braque.
Più tardi quell'anno la Adret lasciò il Balletto dell'Opera di Parigi e il suo ruolo di ballerina di danza classica dei Ballets de Paris di Roland Petit, per andare in tournée con la compagnia nell'Europa occidentale. Nel 1951 succedette a Darja Collin come direttore del Balletto dell'Opera dei Paesi Bassi ad Amsterdam continuando a lavorare con la compagnia di Petit, elevando il livello tecnico dei ballerini in entrambe le compagnie. Lavorando ad Amsterdam fino al 1958, ampliò anche il repertorio della compagnia olandese con balletti classici ed una serie di opere coreografiche originali. Nel 1960 divenne direttrice del balletto dell'Opera di Nizza e rimase con quella compagnia fino al 1963, mettendo in scena i divertissements dell'opera ei balletti moderni. Trascorse poi alcuni anni come coreografa ospite internazionale, mettendo in scena opere per il Grand Ballet du Marquis de Cuevas a Parigi, il PACT/TRUK Ballet di Johannesburg, il Balletto dell'Opera di Varsavia, il Balletto dell'Opera di Zagabria e l'Harkness Ballet di New York City. Mentre risiedeva a Panama, creò il Ballet Nacional de Panamá.
Ritornata in Francia, la Adret si unì a Jean-Albert Cartier nel 1968 creando il Ballet Théâtre Contemporain, il primo centro coreografico nazionale, fondato ad Amiens. Fu direttrice coreografica del repertorio e per questo creò alcune delle sue opere più importanti, tra cui Aquathémes e Requiem. Nel 1972 la compagnia si trasferì da Amiens ad Angers e intraprese il suo primo tour nel Nord America.
La Adret rimase con il Ballet Théâtre Contemporain per dieci anni, fino al 1978, quando fu assorbita dalle attività del nuovo Centro Nazionale di Danse Contemporaine. Fu poi nominata ispettrice generale per progetti di danza presso il Ministero della Cultura, incarico che mantenne fino al 1985, quando fu invitata da Louis Erlo, direttore dell'Opéra di Lione, a creare una nuova compagnia di balletto dedicata ai coreografi contemporanei. Durante i suoi sette anni lì, fino al 1992, la Adret ha messo la compagnia in prima linea nella danza contemporanea in Francia.
La Adret divenne poi direttore artistico e coreografo principale del Ballet du Nord di Roubaix, dove nel 1994 montò due nuove versioni della Sinfonia di Salmi e Il cappello a tre punte. Dal 1995 al 1998 l'Associazione Française d'Action Artistique la mandò in tre missioni all'estero, durante le quali tenne corsi di danza e coreografie a Seoul, in Corea del Sud, a Montevideo, in Uruguay, e ad Asunción, in Paraguay. Tornò poi in Francia, lavorando di nuovo con Roland Petit, nel 1997 e nel 1998 come ballerina del suo Ballet National de Marseille. Il 1º luglio 1999 accettò un incarico temporaneo come direttore artistico del Ballet de Lorraine, in sostituzione di Pierre Lacotte, che era tornato al Balletto dell'Opera di Parigi. In prossimità del suo ottantesimo compleanno prestò servizio in quell'incarico per un periodo interinale di un anno. Dal luglio 2000 è rimasta attivamente interessata alla scena della danza contemporanea in Francia.

## Premi ed onorificenze
Per il suo lavoro come ispettore generale di progetti di danza presso il Ministero della Cultura, la Adret è stata nominata Commendatore nell'Ordre des Arts et des Lettres nel 1983. In riconoscimento del suo ruolo nello sviluppo della danza contemporanea in Francia, ha ricevuto il Grand Prix National de la Danse nel 1987 e nel 1994 è stata nominata Cavaliere nell'Ordre National de la Légion d'Honneur.

## Eredità
Piccola di statura ma energica e con uno spirito frizzante, la Adret è generalmente riconosciuta come una figura incontournable ("persona imprescindibile") nella danza francese del ventesimo secolo. È stata ampiamente elogiata per il suo lavoro di pedagoga e molto ammirata per la sua visione artistica unica, che le ha permesso di conciliare le sue opere di danza all'avanguardia della modernità con il classico repertorio di balletti del passato.

## Opere scelte
- Apollon Musagète (1951); musica, Igor' Stravinskij; scene, Guillot de Rode
- Orphée (1951?); musica, Claudio Monteverdi; scene, Gustave Singer
- Quatre Mouvements (1952)
- Claire (1953?); musica, Alphonse Diepenbrock; scene, Dimitri Bouchène
- Le Sanctuaire (1956)
- Othello (1958); musica, Jean-Michel Demase; scene, Georges Wakhévitch
- Barbaresques (1960)
- Mayerling (1961?); musica, Maurice Thiriét; scene, Wladimir Jedrinsky
- Resurrection (1961?); musica, Alexandre Tansman
- Le Tricorne (1962); musica, Manuel de Falla; scene, Andrej Majevski
- Le Manteau Rouge(1963); musica, Luigi Nono; scene, Andrej Majevski
- Le Mandarin Merveilleux (1965); musica, Béla Bartók
- Cinderella (1966); musica, Sergej Prokof'ev; scene, Raimond Schoop[12]
- Incendio (1967)
- Acquathémes (1968); musica, Ivo Malec; scene, Gustave Singer
- Eonta (1970?); musica, Iannis Xenakis; scene, Mario Prassinos
- Requiem (1971); musica, György Ligeti; scene, Francisco Sobrino
- La Follia d'Orlando (1972); musica, Goffredo Petrassi
- Le Rossignol (1972); musica, Igor' Stravinskij
- Symphonie de Psaumes (1994); musica, Igor' Stravinskij